# Exaeretopus boonei
Exaeretopus boonei är en insektsart som beskrevs av Jason Hollinger 1923. Exaeretopus boonei ingår i släktet Exaeretopus och familjen skålsköldlöss. Inga underarter finns listade i Catalogue of Life.